# حشمت سنجری
حشمت سنجری (زادهٔ ۱۹ اسفند ۱۲۹۶ در تهران – درگذشتهٔ ۱۴ دی ۱۳۷۳ در تهران) موسیقی‌دان، رهبر ارکستر، آهنگساز و نوازنده اهل ایران بود.

## زندگی هنری

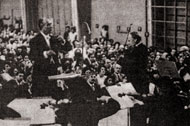
رهبری ارکستر سمفونیک تهران به همراه یهودی منوهین ۱۹۶۷

پدر او حسین سنجری از بهائیان ایرانی  و از نوازندگان نام‌آشنای تار در زمان خود بود که از شاگردان درویش خان، علینقی وزیری و مرتضی نی داوود به‌شمار می‌آمد.  او از چهارسالگی با آموزش پدر، که خود نوازنده تار بود، فراگیری موسیقی را آغاز کرد. حشمت پس از آشنایی با نت‌نویسی به نوازندگی ویولن روی آورد و از ابوالحسن صبا و روح‌الله خالقی، ردیف موسیقی ایرانی را فراگرفت. اما نهایتاً به موسیقی کلاسیک علاقه‌مند شد و این رشته را در هنرستان عالی موسیقی تهران ادامه داد. وی سپس به رهبری ارکستر علاقه‌مند شد و از سال ۱۳۳۶ تا ۱۳۳۹سفری مطالعاتی به اروپا را آغاز کرد.
سنجری در این سفر در وین، بروکسل (کلاس هانس اسواروسکی)، هیلورسوم هلند (کلاس فرانکو فرارا) و پروجا (ایتالیا) به تکمیل تحصیلات خود پرداخت و از سازمانهای آموزشی معتبر دیپلم‌هایی گرفت که مهم‌ترین آن‌ها دیپلم رهبری ارکستر سمفونیک، اپرا و دیپلم آهنگسازی در سال ۱۳۳۶ از آکادمی موسیقی وین هستند.
حشمت سنجری در سال‌های (۱۳۳۶–۱۳۳۴)، (۱۳۵۱–۱۳۳۹)، (۱۳۶۸–۱۳۵۸) رهبر دائم ارکستر سمفونیک تهران بود.

## گرامیداشت
در ۱۹ اسفند ۱۳۹۵ به مناسبت صدمین زادروز حشمت سنجری، آیین گرامیداشت وی با حضور هنرمندان سرشناس موسیقی، شاگردان و همسر وی مرسده بایگان در فرهنگسرای نیاوران برگزار شد. همچنین فیلم مستندی از او با نام رقص دایره به کارگردانی فرزاد فره‌وشی ساخته شده‌است.
فیلم رقص دایره به زندگی حرفه‌ای و کارهای حشمت سنجری می‌پردازد؛ بررسی شرایط اجتماعی و تأثیر آن در گروه‌های موسیقی، ساخت هنرستان موسیقی، معرفی افراد مؤثر در تشکیل ارکستر، معرفی استادان هنرستان موسیقی در بازهٔ زمانی سال‌های ۱۳۲۰ تا ۱۳۳۰، برپایی ارکستر از سوی حشمت سنجری، و مشکلاتی که این کار را دشوار می‌نمود. رقص دایره می‌کوشد تا تصویری روشن و حقیقی از وقایع و اقدامات جریان‌ساز درحوزهٔ موسیقی و به‌طور خاص ارکستر سمفونیک تهران به مخاطبان ارائه دهد. هدف از تولید آن، آشنایی بیشتر با روند تکامل گروه‌های موسیقی کلاسیک که در نهایت به تشکیل ارکستر سمفونیک تهران منتهی شده، است.
کارگردان، پژوهشگر و تدوینگر: فرزاد فره‌وشی، مشاور کارگردان، گویندگی و اجرا: ژرژ پطروسی، با حضور: حشمت سنجری، مرسده بایگان (سنجری)، سیاوش ظهیرالدینی، شهرداد روحانی، جاوید مجلسی، کامبیز روشن‌روان، محسن افتاده، توماس کریستین داوید و فریدون مشیری.

## آثار
- «رنگارنگ»

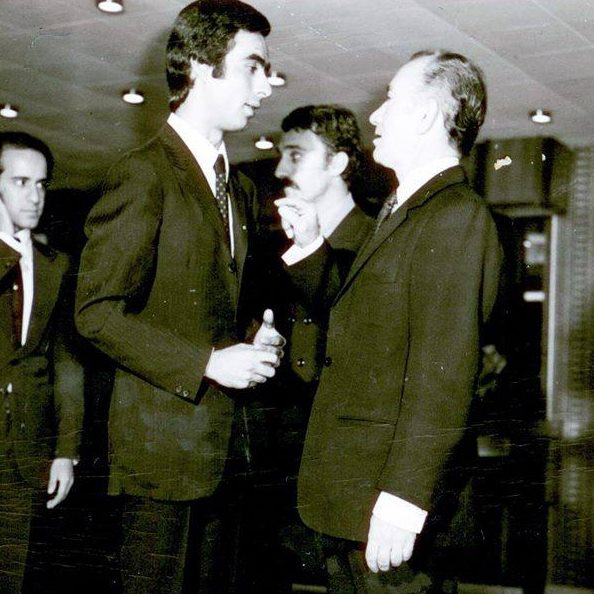
محسن افتاده و حشمت سنجری

- «سوئیت تابلوهای ایرانی» (رقص دایره یکی از معروف‌ترین قطعات این اثر است)[۶]
- «پوئم سمفونی بر روی تم‌های زورخانه با اشعار شاهنامه»
- «قهرمانان آسیا»
- «به امید دیدار»